# Grand Prix automobile de Tripoli 1930
Le Grand Prix automobile de Tripoli 1930 (VI Gran Premio di Tripoli) est un Grand Prix qui s'est tenu à Tripoli le 23 mars 1930 et disputé par trois classes : les véhicules de moins de 1 500 cm3 et les véhicules de plus de 1 500 cm3. 
Le Grand Prix se compose de deux manches qualificatives, une pour chacun de ces deux classes de voitures et une manche finale mêlant les trois meilleurs des deux précédentes manches. 
Le Grand Prix est marqué, lors des essais par l'accident mortel de Gastone Brilli-Peri, le vainqueur de la précédente édition, ce qui met un terme à l'organisation de la course sur ce circuit, jugé trop dangereux. 
Le Grand Prix de Tripoli est de nouveau disputé en 1933 sur un circuit plus sécurisé.

## Première manche

### Grille de départ
| 1re ligne | Pos. 2           | Pos. 1             |
| --------- | ---------------- | ------------------ |
|           | Biondetti Talbot | Fagioli Salmson    |
| 2e ligne  | Pos. 4           | Pos. 3             |
|           | Nenzioni Bugatti | Sirignano Maserati |
| 3e ligne  | Pos. 6           | Pos. 5             |
|           | Cerami Maserati  | *                  |

- * Place laissée vacante par l'accident mortel de Gastone Brilli-Peri.

### Classement de la course
| Pos | no | Pilote              | Écurie              | Châssis            | Tours | Temps/Abandon              | Grille |
| --- | -- | ------------------- | ------------------- | ------------------ | ----- | -------------------------- | ------ |
| 1   | 4  | Clemente Biondetti  | Scuderia Materassi  | Talbot 700         | 4     | 45 min 40 s 0 (138,2 km/h) | 2      |
| 2   | 6  | Francesco Sirignano | Prince F. Sirignano | Maserati Tipo 26   | 4     | + 3 min 15 s 5             | 3      |
| 3   | 12 | Domenico Cerami     | Prince D. Cerami    | Maserati Tipo 26   | 4     | + 3 min 3 s 6 (sanction)   | 6      |
| 4   | 8  | Cleto Nenzioni      | Privé               | Maserati Tipo 26 B | 4     | + 6 min 46 s 2             | 4      |
| 5   | 2  | Luigi Fagioli       | Privé               | Salmson            | 4     | + 7 min 5 s 2              | 1      |
| Np. | 10 | Gastone Brilli-Peri | Scuderia Materassi  | Talbot 700         | 0     | Accident mortel aux essais | 5      |

- Légende: Abd.=Abandon ; Np.=Non partant
- Domenico Cerami est déclassé de la deuxième place au profit de Francesco Sirignano pour avoir occasionné une blessure à ce dernier (une pierre projetée par sa voiture alors qu'il était hors piste).

## Deuxième manche

### Grille de départ
| 1re ligne | Pos. 2               | Pos. 1             |
| --------- | -------------------- | ------------------ |
|           | Borzacchini Maserati | Arcangeli Maserati |
| 2e ligne  | Pos. 4               | Pos. 3             |
|           | Varzi Bugatti        | Nenzioni Maserati  |
| 3e ligne  | Pos. 6               | Pos. 5             |
|           | Toti Maserati        | Gola Bugatti       |

### Classement de la course
| Pos  | no | Pilote              | Écurie                    | Châssis            | Tours | Temps/Abandon              | Grille |
| ---- | -- | ------------------- | ------------------------- | ------------------ | ----- | -------------------------- | ------ |
| 1    | 16 | Baconin Borzacchini | Officine Alfieri Maserati | Maserati Tipo V4   | 4     | 43 min 56 s 0 (143,1 km/h) | 2      |
| 2    | 14 | Luigi Arcangeli     | Officine Alfieri Maserati | Maserati Tipo 26 B | 4     | + 28 s 6                   | 1      |
| 3    | 18 | Cleto Nenzioni      | Privé                     | Maserati Tipo 26 B | 4     | + 3 min 3 s 4              | 3      |
| Abd. | 24 | Raffaelli Toti      | Privé                     | Maserati Tipo 26   | 2     | Perte d'une roue           | 6      |
| Abd. | 22 | Emilio Gola         | Privé                     | Bugatti Type 35C   | 2     | Perte du capot, accident   | 5      |
| Abd. | 30 | Achille Varzi       | Privé                     | Bugatti Type 35C   | 1     | Moteur                     | 4      |

## Manche finale

### Classement de la course
| Pos  | no | Pilote              | Écurie                    | Châssis            | Tours | Temps/Abandon              | Grille |
| ---- | -- | ------------------- | ------------------------- | ------------------ | ----- | -------------------------- | ------ |
| 1    | 16 | Baconin Borzacchini | Officine Alfieri Maserati | Maserati Tipo V4   | 4     | 42 min 54 s 4 (146,5 km/h) |        |
| 2    | 14 | Luigi Arcangeli     | Officine Alfieri Maserati | Maserati Tipo 26 B | 4     | + 31 s 0                   |        |
| 3    | 4  | Clemente Biondetti  | Scuderia Materassi        | Talbot 700         | 4     | + 1 min 50 s 0             |        |
| 4    | 6  | Francesco Sirignano | Prince F. Sirignano       | Maserati Tipo 26   | 4     | + 5 min 2 s 0              |        |
| 5    | 12 | Domenico Cerami     | Prince D. Cerami          | Maserati Tipo 26   | 4     | + 6 min 28 s 4             |        |
| Abd. | 18 | Cleto Nenzioni      | Privé                     | Maserati Tipo 26 B | 2     | Bougies d'allumage         |        |

## Pole position et record du tour
- Première manche
  - Pole position :  Luigi Fagioli (Salmson) par tirage au sort.
  - Meilleur tour en course :  Clemente Biondetti (Talbot) en 11 min 16 s 2 (139,5 km/h) au deuxième tour.
- Deuxième manche
  - Pole position :  Luigi Arcangeli (Maserati) par tirage au sort.
  - Meilleur tour en course :  Baconin Borzacchini (Maserati) en 10 min 45 s 0 (146,2 km/h).
- Manche finale
  - Pole position :  Inconnu (Inconnu)
  - Meilleur tour en course :  Baconin Borzacchini (Maserati) en 10 min 28 s 0 (146,5 km/h).